# CNN Radio
CNN Radio es una cadena especializada de la CNN que, a través de la radio, emite durante las 24 horas del día en alrededor de 2000 estaciones afiliadas de Estados Unidos y del mundo desde el CNN Center de Atlanta, Georgia. Forma parte de WarnerMedia News & Sports.
Su programación es totalmente propia, así también como el personal (tanto como los presentadores, productores y corresponsales en Washington D. C. y Nueva York). La programación incluye noticias, entrevistas, reportajes, análisis, deportes, negocios, entretenimiento, música, etc.. Aunque también se le suman algunos contenidos (en audio) de las señales de CNN y HLN e informes en vivo cada media hora. También se puede acceder a la transmisión en Internet y en Podcasting, mediante la descarga de un programa, y en iTunes, Stitcher y Soundcloud. Posee un sitio web privado para que los afiliados accedan a los contenidos.
En 2012 se lanzó Soundwaves (en español "ondas sonoras") como parte de CNN Digital y CNN Radio, ofreciendo contenidos en audio, texto, foto y video y permitiendo que usuarios comparan e incrusten clips de audio a través de las redes sociales. Además CNN Radio ha recibido tres premios Edward R. Murrow en el año 2013.

## CNN en Español Radio

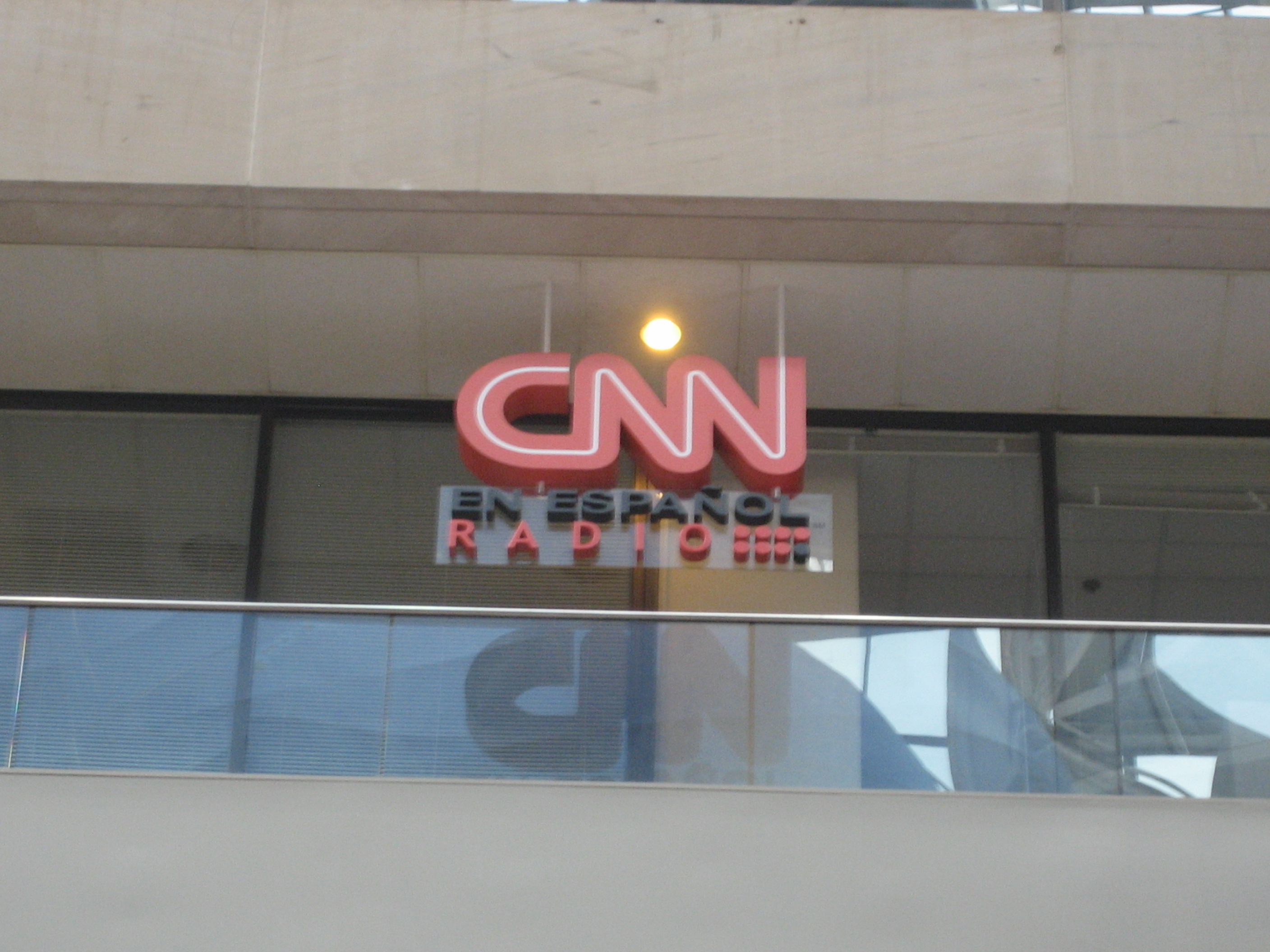
Estudios de CNN en Español Radio.

CNN también tiene una red de CNN en Español Radio con su propio personal y programación, que emite desde el 29 de marzo de 1993 (inicialmente como CNN Radio Noticias) para distintas estaciones de América Latina y Estados Unidos. CNN en Español Radio es la primera red de noticias de la radio internacional que proporciona recursos de noticias de audio a los afiliados a través de un sitio web protegido por contraseña, en su asociación con Stardome Radio Networks.
Además, incluye la transmisión simultánea vía satélite del audio de la cadena de CNN en Español y algunos de los periodistas de esta cadena (como por ejemplo Patricia Janiot) también participan en algunos programas y columnas. También posee un servicio llamado "A la Carta" donde entrega información a los afiliados vía internet.
Actualmente CNN Radio en Español, CNN Radio Argentina y CNN Radio Brasil cuenta con más de 466 afiliados en Argentina (como Radio 10 y CNN Radio Rosario de Rosario, entre otros), Bolivia (como Panamericana FM y Cristo Viene La Red), Costa Rica, República Dominicana, Ecuador, El Salvador (como Grupo Radio Stereo y Corporación YSKL), Estados Unidos, Guatemala, Honduras, México, Panamá, Paraguay (como Radio Ñandutí), Puerto Rico y Uruguay. El sitio web de CNN en Español ofrece gratis la emisión de la radio solo para Estados Unidos y Venezuela. En 2019, se creó la CNN Radio Argentina.
En 12 de mayo de 2024 se anunció la creación de la nueva señal CNN Chile Radio, inició sus transmisiones el día 7 de junio de 2024. 